# Augusta Holmès
Augusta Mary Anne Holmès, född 18 december 1847, död 28 januari 1903, var en fransk kompositör av irländskt ursprung. Hon använde pseudonymen Hermann Zenta i början av sin karriär. 1871 blev Holmes fransk medborgare och lade till en accent i sitt efternamn. 
Holmès skrev själv texterna till nästan alla sina sånger, oratorier, koralsymfonier och operan La Montagne Noire (franska för "Det svarta berget").
Holmès fick inte studera vid Conservatoire de Paris, trots sin talang för piano, så hon studerade musik utanför alla institutioner. Hon utvecklade sitt pianospel under den lokala pianisten Mademoiselle Peyronnet, organisten i Versailleskatedralen Henri Lambert och Hyacinthe Klosé, som visade Holmès kompositioner för Franz Liszt. Runt 1876 började hon studera för César Franck.
Camille Saint-Saëns skrev ett inlägg om Holmès i tidningen Harmonie et Mélodie och friade till henne flera gånger. Holmès gifte sig aldrig, men hon bodde ihop med poeten Catulle Mendès och de fick fem barn tillsammans.
1889 fick Holmès i uppdrag att skriva ett ode till Världsutställningen i Paris. Ode Triomphale blev ett verk som krävde omkring 1200 musiker. Hon fick rykte om sig att vara en kompositör av politisk programmusik, såsom till exempel hennes symfoniska dikter Irlande och Pologne.